# Gabriel Soares de Sousa
Gabriel Soares de Sousa (* um 1540 in Ribatejo, Portugal; † um 1592 in Sertão, Brasilien) war ein portugiesischer Schriftsteller, Forscher, Seefahrer, Händler und Kolonist, der mit seinem Werk Notícia do Brasil das erste ausführliche Buch über Fauna, Flora und Ethnologie der Menschen in Brasilien schrieb, das bis heute Quellencharakter besitzt.

## Leben
De Sousa wurde um 1540 im Ribatejo, einer Provinz in Portugal, geboren. Er war Mitglied der See-Expedition von Francisco Barreto, mit der er gegen 1569 in Bahia (heute Salvador da Bahia) in Brasilien landete. Um 1584 kehrte er nach Portugal zurück, um dann wieder nach Brasilien aufzubrechen. Auch wurde er für das Amt des Generalgouverneurs von Brasilien nominiert, dass er dann jedoch nicht erhielt. Um 1592 starb er an den Folgen eines Fiebers in den Weiten des Sertao in Brasilien als Mitglied einer Expedition.

## Werk
Sein Werk war das 1587 geschriebene, wissenschaftliche Buch Notícia do Brasil, das erstmals vollständig nach den verschiedenen Manuskriptvorlagen 1851 unter dem Titel Tratado Descritivo do Brasil em 1587 von Francisco Adolfo de Varnhagen herausgegeben wurde. Eine weitere von Varnhagen kommentierte Ausgabe erschien 1879.
Das Buch ist in 112 Kapitel eingeteilt und beschreibt Brasilien erstmals in allen wissenschaftlichen Bereichen: So enthält es Beschreibungen geographischer, botanischer, ethnologischer und linguistischer Natur. Auch finden sich darin Beschreibungen der Bekleidung der Bewohner, deren Landwirtschaft, sowie der in Brasilien gefundenen Tiere und Pflanzen. Auch widmete er sich der brasilianischen Mineralogie.

## Ausgaben
- Tratado Descritivo do Brasil em 1587. Laemmert, Rio de Janeiro 1851. (Internet Archive).
- Tratado Descritivo do Brasil em 1587. Fernanda Trindade Luciani, organização. Hedra, São Paulo 2010, ISBN 978-85-7715-115-8.